# Susenios I.
Susenios I. (Geez: ሱስንዮስ) vladarskog imena Malak Sagad III. ( između 1572. – 1577. – 1632.), bio je etiopski car (neguš negasti) od  (1606. do 1632.). 

## Životopis
Njegov otac bio je Abeto (princ) Fasilides, unuk kralja Davita II. zbog toga neki drže Suseniosa članom Salomonske dinastije, neki ga pak drže za utemeljitelja Gondarske dinastije (ali i ona je u konačnici dio Salomonske dinastije.)
Još kao dječak, pao je zajedno s ocem u zarobljeništvo, skupini pljačkaša iz plemena Oromo. U zatočeništvu je proveo više od godinu dana, spasio ih je dejazmač Asebo. Nakon izbavljenja živio je s kraljicom Admas Mogasom, majkom Sarse Dengela i udovicom cara Menasa.

### Uspon na tron
Susenios je 1590. godine ušao u krug potencijalnih nasljednika cara Sarse Dengela, s obzirom na to da su njegovi sinovi bili premladi. Kako bi ga otstranila iz kruga potencijalnih kandidata za carski tron, carica Marjam Sena protjerala je Suseniosa, no on je uspio pobjeći i pronaći sigurno utočište kod naroda Oromo. Nakon što je umro car Za Dengel, Susenios je proglašen za njegova nasljednika, te se vratio iz progonstva, no i nadalje se nastavio boriti protiv cara Jakoba.
Susenios je postao car tek nakon što je porazio svoje protivkandidate;  Za Selasa i Jakoba u Bitci kod Gola 1607. godine, u južnom Godžamu. Nakon poraza, Za Selase je zatvoren, a nakon bijega ubijen, međutim leš Jakoba nije pronađen, a nije se znalo ni gdje je nestao. 
Susenios nije dugo uživao na carskom tronu, već 1608., izbila je velika pobuna u blizini Debre Bizena. Budući da se sudbina Jakoba nakon bitke kod Gola, nije znala, izbile su sumnje da je on osobno vođa te pobune. Sumnje su tim bile veće što je navodni Jakob imao lice pokriveno maramom, skrivajući tako svoje iznakaženo lice. Upravitelj Tigraja Sela Krestos uspio je uz pomoć portugalskih vojnika razbiti pobunjenike, ali nije uspio uhvatiti vođu pobune navodnog Jakoba, koji je pobjegao u planine Hamasien.
Potom se Susenios morao pozabaviti provalama brojnih oromskih plemena koja su navalila s juga na etiopsku visoravan. Prvi sukob s oromskim Marava plemenom blizu gornjeg toka rijeke Reb završio je etiopskim porazom. Međutim Susenios nije izgubio glavu, prikupio je svoje ljude i ponovno napao, taj put ih je uspio razbiti. Marave su potom napravili savez s drugim oromskim plemenima te ujedinjeni navalili na Bedžemder da se osvete za nanijeti im poraz. Susenios je saznavši za to, prikupio respektabilnu vojsku, pozvavši snage svog sina Juliusa i Kifla Krestosa, te navalio na napadače kod Ebenata 17. siječnja 1608. i uspio ih poraziti. Nakon tog je okrunjen za cara u povijesnom Aksumu 18. ožujka 1608.
Susenios se nakon toga mogao posvetiti pobunjeniku - lažnom Jakobu, kojeg je uspio likvidirati tek nakon što je ubacio svoje ljude u njegov logor. Tad je ustanovljeno da to nije bivši etiopski car Jakob, koji je poginuo u Bitci kod Lebarta.

### Susenios i katoličanstvo
Suseniosov vladavina je najpoznatija po tome što je to bio kratak period u povijesti Etiopije kad 
je katoličanstvo postalo službena religija u zemlji. Car je postao zainteresiran za 
katoličanstvo, djelomično zbog utjecaja koji je na njega imao misionar Pedro Páez, ali i zbog čisto prozaičnih razloga poput vojne pomoći koju su mu ponudili zajednički Portugal i Španjolska. Nekoliko desetljeća ranije (1541.), Cristóvão da Gama je došao sa svojim malim kontigentom portugalskih vojnika da spasi etiopskog cara Gelavdevosa od silovitih napada imama Ahmada Granja, koji je gotovo uništio etiopsko planinsko carstvo. Susenios je htio dobiti novi kontingent dobro naoružanih europskih vojnika, želivši uz njihovu pomoć skršiti pobunu naroda Oromo, koji su iskoristili bezvlašće proteklih deseljeća i u velikom broju provalili na Etiopsku visoravan i ugrozili egzistenciju Etiopije. Zato je preko isusovačkih misionara slao molbe za vojnu pomoć u Portugal (10. prosinca 1607.) te drugo papi (14. listopada 1607.) Kao dokaz svoje zahvalnosti, isusovcima u Etiopiji dodijelio je brojne zemljišne posjede, među njima su najpoznatiji oni pored Gorgore, na Jezeru Tana.
Susenios je potom 1613. uputio jedno poslanstvo u Madrid i Rim, koje je vodio fratar António Fernandes. Plan je bio da se pomoć Etiopiji uputi preko luke Malinde (koja je danas u Keniji) i tako razbije osmanska pomorska blokada Etiopije. Međutim ta pomoć nikad nije uspjela stići do Malinde.
Susenios je napokon objavio svoje obraćenje na katoličanstvo na javnoj svečanosti 1622., te se u skladu s tim odrekao svih svojih brojnih žena i inoča, osim prve žene. 
Nakon toga umro je tolerantni i pažljivi isusovački prelat Pedro Paez, umjesto njega 
poslan je Afonso Mendes, koji je stigao u Massawu 24. siječnja 1624. Po 
svemu sudeći on je nažalost bio krut, beskompromisan, zatucan i netrpeljiv čovjekTako da je postao uzrok mnogih razdora i pobuna zbog prisilnog obraćenja na katoličanstvo i krute primjene crkvenih pravila. Već je 1626. godine na javnoj ceremoniji, proglasio primat Rima u odnosu na etiopsku crkvu, i osudio lokalnu praksu blagdanske subote i čestih postova.
No i pored toga uz carsku pomoć broj katolika je rastao, po britanskom povjesničaru Richardu Pankhurstu on je narastao do broja 100.000. Ali ubrzo se rodila i jaka oporba, prvu ozbiljnu grupu pobunjenika predvodila je trojka u kojoj je bio njegov bratić Jimena Krestos, potom eunuh po imenu Kefla Vahad, i njegov polubrat Julije. Susenios je uspio izbjeći njihov prvi pokušaj da ga ubiju, potom su oni pobjegli u pokrajinu Dembiju i podigli bunu protiv njega. Susenios ih je iznenadio neočekivano provalivši u Dembiju, kad ga pobunjenici nisu očekivali, te brzo ubio Julija. Potom je uhvatio i Jimenu Krestosa, koji se jedno vrijeme skrivao te ga osudio na progonstvo.
Nakon toga uslijedile su brojne puno ozbiljnije pobune protiv njega, koje su predvodili prvaci 
Etiopske pravoslavne tevahedo crkve. Takva je bila 
pobuna plemena Agaj u pokrajini Lasta. Tu bunu poveo je Melka Krestos, daljnji član 
salomonske dinastije. Susenios je svoj prvi vojni pohod na njih započeo u veljači 1629., s 30.000 vojnika, napavši Godžam, ali je poražen, tu je nastradao i njegov sin Gebra Krestos koji je ubijen. Nakon toga je Melka Krestos, provalio s 4000 svojih ljudi u Tigraj i opljačkao ga. Susenios je potom po drugi put organizirao pohod na Lastu, ali je se nemalo iznenadio kad je ustanovio da je moral njegovih vojnika pao na niske grane, zbog tog im je dozvolio da se vrate svom tradicionalnom postu srijedom, kojem se inače žestoko opirao papin legat Afonso Mendes. Unatoč ustupcima koje je napravio svojoj vojsci, njegov pohod nije uspio slomiti otpor u Lasti.
Susenios je pokušao još jednom vojnički smiriti pobunjenu Lastu i silom nametnuti 
katoličanstvo. Ovaj put carsku vojsku vodio je njegov sin Fasilides a pobunjenike njih oko 25.000 Melka Krestos. Dvije vojske sukobile su se 26. srpnja 1631., nakon bitke na bojištu je ostalo je oko 8.000 poginulih pobunjenika, a Melka Krestos je i taj put pobjegao. Nakon obilaska bojnog polja i vidjevši toliko leševa palih vojnika, Suseniosov sin Fasilides je navodno rekao; Ovi ljudi koje vidite zaklane po zemlji, nisu ni pogani ni muhamedanci, čijoj smrti bi se trebali radovati, - ne oni su kršćani, vaši podanici i vaši rođaci. To nije pobjeda, to je samoubojstvo.
Ni godinu dana nakon te bitke, 14. lipnja 1632. Susenios je objavio da se slijedbenicima katoličanstva to i nadalje dopušta, ali se zabranjuje bilo koji oblik prisile nad slijedbenicima drugih vjera u cilju njihova obraćenja. Taj čin najavio je kraj katoličke Etiopije.

### Naslijednik
Podkralj Bedžemdera, Sarsa Krestos, samoinicijativno je proglasio Suseniosovog 
sina Fasilidesa za cara 1630. godine, zbog tog je odmah zatvoren i obješen. 
Unatoč tom činu, otac i sin (uzročnici problema) ostali su i nadalje u dobrim odnosima. Nakon toga Susenios je objavio ukaz o vjerskoj toleranciji, te odstupio s carskog trona i prepustio ga svom sinu - Fasilidesu. Ubrzo nakon toga je umro 1632., te je pokopan u crkvi Genneta Ijasus.